# Polyphylla davidis
Polyphylla davidis är en skalbaggsart som beskrevs av Leon Fairmaire 1888. Polyphylla davidis ingår i släktet Polyphylla och familjen Melolonthidae. Inga underarter finns listade i Catalogue of Life.